# Jordi Bianciotto i Clapés
Jordi Bianciotto i Clapés (Barcelona, 8 d'octubre del 1964) és un periodista i crític musical català.
Autor de nombroses biografies i llibres relacionats amb l'àmbit del pop-rock i la cançó, és crític d'El Periódico de Catalunya des del 1995, i escriu a les publicacions especialitzades Rockdelux i Enderrock. És col·laborador de la Gran Enciclopèdia Catalana i del programa radiofònic El món a RAC1, i columnista a Nació Digital.
Va iniciar la seva trajectòria el 1987 a la revista de caràcter cívic Sant Andreu de Cap a Peus, i dos anys després va començar a escriure a la publicació musical Popular 1. Posteriorment va col·laborar a Diari de Barcelona, La Vanguardia i Avui. La seva firma ha passat per revistes com Cultura (editada pel Departament de Cultura i Mitjans de Comunicació de la Generalitat de Catalunya), Time Out Barcelona, Òmnium Cultural, Barcelona Metròpolis, CNR, Efe Eme, Factory, Fantastic Magazine, Ritmos del Mundo, Nativa, Hiperbòlic, El Temps, Woman, Debat Juvenil, La Llança i d'altres. Va ser assessor musical de la sèrie de televisió Pets & Pets, produïda per l'Institut del Cinema Català per a TV3, i guionista del programa Música moderna, de Barcelona Televisió. Va ser assessor artístic del cicle De Prop, organitzat per Caixa Catalunya a La Pedrera, i ha estat membre dels jurats del Premi Altaveu Frontera, Premi Puig-Porret, del Mercat de Música Viva de Vic, del cicle En Ruta (AIE) i dels premis Barnasants. El 2020 va obtenir un premi ARC (Associació Professional de Representants, Promotors i Mànagers de Catalunya) per "haver donat veu a les iniciatives musicals realitzades durant la pandèmia".
És autor dels llibres de memòries de Maria del Mar Bonet (2017) i Estopa (2020), i del text dels llibrets dels boxsets antològics de Christina Rosenvinge (Un caso sin resolver, Warner, 2011) i Joan Manuel Serrat (Discografia, Sony Music, 2018).
És coguionista, conjuntament amb el director, Joan López Lloret, del documental Maria del Mar, al voltant de Maria del Mar Bonet, coproduït per Som Batabat i Televisió de Catalunya, i emès per l'espai Sense Ficció, de TV3, el juliol del 2019.
El 2022 va ser comissari, amb Hortènsia Galí, de l'exposició Jordi Sierra i Fabra. 50 Anys creant històries, al Palau Robert, de Barcelona. El 2023 va encetar la tasca de guionista a 'Simfonola', espai de TVE-Catalunya que recupera enregistraments musicals històrics d'artistes catalans.

## Obres
- 1994 Pink Floyd. Welcome to the machine (Ed. La Máscara; traduït al francès, italià i portuguès)
- 1995 Nirvana (Ed. La Máscara)
- 1996 Björk (Ed. La Máscara; traduït al francès, italià i portuguès)
- 1996 Pixies. Planet of Sound (Ed. La Máscara; traduït al francès, italià i portuguès)
- 1997 Jimi Hendrix (La Máscara)
- 1997 PJ Harvey (La Máscara; traduït al francès, italià i portuguès)
- 1997 La censura en el rock (Ed. La Máscara)
- 1998 Neil Young, amb Conxita Parra (Ed. La Máscara)
- 1998 La gran guía del rock en CD (La Máscara)
- 1999 Cadáveres bien parecidos, amb Jordi Sierra i Fabra (Ed. La Máscara; traduït al francès, La fureur de mourir)
- 2000 La revolución sexual del rock (La Máscara)
- 2000 Abba. Planeta kitsch (Ed. La Máscara)
- 2005 Bob Dylan, amb Jordi Sierra i Fabra (Ed. Folio, 2005)
- 2008 El fenomen Springsteen. Parlen els fans catalans, amb Mar Cortés i Josep Antoni Vilar (Ed. Ara Llibres)
- 2008 Guía universal del rock. De 1990 hasta hoy (Ed. Robinbook)
- 2008 Altaveu, 20 Anys (llibre-disc, Ed. Altaveu)
- 2009 Guía universal del rock. De 1970 a 1990 (Ed. Robinbook)
- 2010 El FIMPT de Vilanova i La Geltrú: bressol dels festivals (llibre-dvd, Ed. FIMPT)
- 2011 Guía universal del rock. De 1954 a 1970 (Ed. Robinbook)
- 2011 Bruce Springsteen en España, amb Mar Cortés (Ed. Quarentena)
- 2013 Deep Purple. La saga (Ed. Quarentena)
- 2014 Pablo Alborán. Mil secretos que contarte (Ed. Grijalbo)
- 2014 501 cançons catalanes que has d'escoltar abans de morir (Ed. Ara Llibres)
- 2017 Maria del Mar Bonet, intensament (Ed. Ara Llibres)
- 2018 Maria del Mar Bonet, intensidades (Ed. Milenio)
- 2019 Discmedi, 30 Anys (Ed. Grup Enderrock)
- 2020 El libro de Estopa (Ed. Espasa-Planeta)